# Hradisko (Kežmarok)

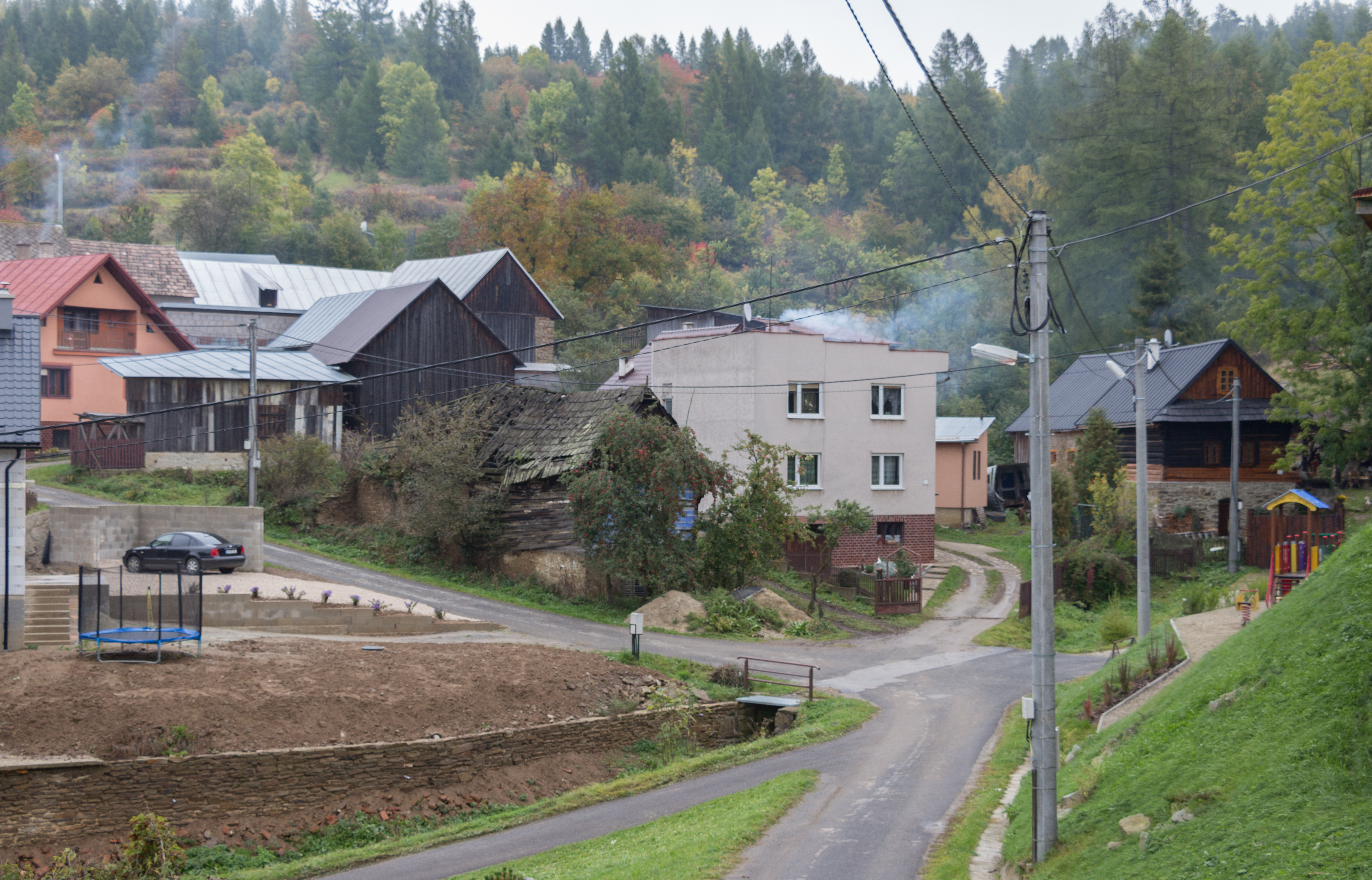

Hradisko (deutsch Kuntschhöfchen oder Kundschepchen, ungarisch Kisvár – bis 1907 Hradiszkó) ist eine Gemeinde im Norden der Slowakei mit 98 Einwohnern (31. Dezember 2024). Sie gehört zum Okres Kežmarok, einem Teil des Prešovský kraj und wird zur traditionellen Landschaft Zips gezählt.

## Geographie
Die Gemeinde befindet sich im Westteil der Leutschauer Berge in einem engen Tal im Quellbereich des Baches Durand (Flusssystem Poprad). Das Ortszentrum liegt auf einer Höhe von 830 m n.m. und ist 14 Kilometer von Kežmarok entfernt.
Nachbargemeinden sind Tvarožná im Nordwesten und Norden (zuzüglich der Katastralgemeinde Ruskinovce), Levoča im Osten und Südosten (zuzüglich der Katastralgemeinde Dvorce), Dlhé Stráže im Süden und Vlkovce im Westen.

## Geschichte
Hradisko wurde zum ersten Mal 1264 als Vizoka schriftlich erwähnt; spätere Namen sind villa Friderici (1317), Friderichsdorff (1328), Hradys-cze (1598), Kuniszhoffchen (1667) und Hradiszko (1773). Die Ortschaft gehörte zum Herrschaftsgut der Stadt Leutschau und war immer eines der kleinsten Dörfer im Herrschaftsgebiet: 1598 gab es beispielsweise nur sieben Häuser.
1787 zählte man 18 Häuser und 111 Einwohner und 1828 21 Häuser und 159 Einwohner, die vorwiegend in der Landwirtschaft beschäftigt waren.
Bis 1918 gehörte der im Komitat Zips liegende Ort zum Königreich Ungarn und kam danach zur Tschechoslowakei beziehungsweise heute Slowakei. Die erste Kirche wurde 1944 fertiggestellt, zur Elektrifizierung kam es erst in den 1960er Jahren.

## Bevölkerung
| Jahr                | 1994 | 2004     | 2014    | 2024    |
| ------------------- | ---- | -------- | ------- | ------- |
| Anzahl der Personen | 113  | 101      | 99      | 98      |
| Unterschied         |      | −10,61 % | −1,98 % | −1,01 % |

| Jahr                | 2023 | 2024 |
| ------------------- | ---- | ---- |
| Anzahl der Personen | 98   | 98   |
| Unterschied         |      | +0 % |

Gemäß der Volkszählung 2011 wohnten in Hradisko 101 Einwohner, die allesamt Slowaken und Mitglieder der römisch-katholischen Kirche waren.
Ergebnisse nach der Volkszählung 2001 (104 Einwohner):
| Nach Ethnie: - 100,00 % Slowaken | Nach Konfession: - 100,00 % römisch-katholisch |

## Bauwerke
- römisch-katholische Kreuzkirche aus dem Jahr 1944